# Estadio Juan Manuel Azuaga
El estadio Juan Manuel Azuaga es un estadio de fútbol ubicado en la ciudad de Torre del Mar, Málaga, España. Es propiedad del Ayuntamiento de Vélez-Málaga y en él juega sus partidos como local el equipo más representativo de la localidad, la Unión Deportiva Torre del Mar.
El estadio tiene una capacidad de 2000 personas y se sitúa junto a la Avenida Juan Carlos I, en las afueras de Torre del Mar, y junto al Centro Comercial "El Ingenio". La grada de tribuna es paralela a dicha avenida.
La denominación del estadio es homenaje al futbolista retirado Juan Manuel Azuaga, natural de la localidad y jugador del C. D. Málaga entre 1983 y 1990.

## Instalaciones y equipamiento
La principal instalación del estadio es un campo de fútbol, de césped sintético, divisible en dos de fútbol 7. Junto a este, hay otro campo de fútbol 7, con superficie de albero.
El equipamiento del estadio también incluye cuatro vestuarios y un almacén.

## Actividades
En este estadio se celebran entrenamientos y partidos de fútbol de Escuelas Federadas y de Clubes Federados de la localidad.
También se han disputado algunos campeonatos locales y comarcales.